# Onthophagus rubrimaculatus
Onthophagus rubrimaculatus là một loài bọ cánh cứng trong họ Bọ hung (Scarabaeidae).